# حباك عملاق
الحباك العملاق (الاسم العلمي: Ploceus grandis) نوع من الطيور من فصيلة الحباك، متوطن في ساو توميه وبرينسيب.